# 朝阳街道 (蚌埠市)
32°55′49.56″N 117°21′24.08″E / 32.9304333°N 117.3566889°E
朝阳街道是中国安徽省蚌埠市禹会区下辖的一个街道，辖区总面积1.3平方公里。
朝阳街道位于禹会区与蚌山区的接壤地带，北起红旗一路。